# Cordia shaferi
Cordia shaferi là loài thực vật có hoa trong họ Mồ hôi. Loài này được (Britton) Alain mô tả khoa học đầu tiên năm 1956.